# Pediobius irregularis
Pediobius irregularis  (лат.) — вид паразитических наездников рода Pediobius из семейства Eulophidae (Chalcidoidea) отряда перепончатокрылые насекомые. Центральная Америка, Британский Гондурас (Белиз). Общая окраска от красновато-бронзовой до голубовато-зелёной (усики зеленые; брюшко -бронзового цвета). Голова вдвое шире своей длины. Проподеум сильно приподнят посередине. Переднеспинка с шейкой, отграниченной килем (поперечным гребнем). Щит среднеспинки с развитыми изогнутыми парапсидальными бороздками. Ассоциированы с жуками-долгоносиками Exophthalmus, Diaprepes abbreviatus, Pachnaeus litus (Curculionidae, паразиты личинок) на цитрусовых растениях.